# 199696 Kemenesi
199696 Kemenesi este o planetă minoră (asteroid), cu un diametru de 5,489 km, din centura de asteroizi. A fost descoperită pe 25 aprilie 2006 la Piszkéstetői Obszervatórium⁠(d) de Krisztián Sárneczky⁠(d) și a fost numită după Kemenesi Gábor⁠(d). 
Obiectul prezintă o orbită caracterizată de o semiaxă mare de 3,0952019598014 UAi, o excentricitate de 0,14784908217056, o înclinație de 12,38922381743 ° în raport cu ecliptica.